# 劉敏儀
劉敏儀（1956年2月20日—1987年6月15日），女，1980年代初香港電視藝員。

## 簡歷
劉敏儀在香港出生，家有四兄弟姊妹，十一歲時隨家人移民英國住上了七年，在當地完成了中學階段後回港，1974年曾演出許冠傑《雙星情歌》MV，及後當過公關、酒店的市場硏究與廣告模特兒、曾拍攝過多個電視廣告，1980年藉陳欣健引薦試鏡成功加盟無綫電視，參與《歡樂今宵》及劇集演出，代表作有《荳芽夢》、《前路》、《夾心人》等。
1979年與麥仕東結婚，1982年誕下女兒Elizabeth，至1987年因鼻咽癌在美國侯斯頓病逝，享年31歲。

## 參演作品

### 電視劇（無綫電視）
| 年份   | 劇名                 | 角色       |
| 1980年 | 衝擊                 | 司儀       |
| 1980年 | 聲寶喜相逢           | 陳大文妻子 |
| 1981年 | 荳芽夢               | Annie      |
| 1981年 | 老虎甩鬚             | 顧小青     |
| 1981年 | 紅顏                 | 尹海倫     |
| 1981年 | 前路                 | 雷懿德     |
| 1981年 | 突破                 | 鄭敏       |
| 1983年 | 再見十九歲           | 鄧寧       |
| 1983年 | 夾心人               | 方曉媚     |
| 1983年 | 鴨仔里春光           | 查靜君     |
| 1983年 | 新銳劇場：丈夫出走了 | 阿燕       |
| 1984年 | 老爺大過天           |            |
| 1984年 | 錯體姻緣             | 汪可欣     |
| 1986年 | 英雄故事             | 殷雪艷     |

### 電視劇（香港電台）
| 年份   | 劇名             | 角色      |
| 1983年 | 臨岐：女人三十三 | Jenny好友 |

### 電影
| 年份   | 片名       | 角色 |
| 1981年 | 無毒不丈夫 | 朱迪 |
| 1982年 | 最佳拍檔   | Mary |
| 1985年 | 爵士駕到   |      |

### 主持節目
- 歡樂今宵 (EYT)
- K-100
- 週末新姿

### 音樂MV
- 1974年：許冠傑《雙星情歌》

## 外部連結
- （页面存档备份，存于）
- [永久]
- 劉敏儀在香港影庫上的簡介